# 沈胤培
沈胤培（1599年—1656年），原名竣卿，改名維顯，字君厚，號蒼嶼，浙江湖州府歸安縣人，明朝政治人物，進士出身。

## 生平
南京工部尚書沈儆炌次子。天啟七年（1627年）丁卯科舉人，崇禎四年（1631年），登辛未科進士，刑部观政，尋丁父忧，七年起授刑部山东司主事，九年升河南司员外郎，江南审决。十一年，改授工科給事中，巡视皇城、節慎庫，十二年巡视太仓银库。此後改禮科給事中、刑科左給事中，十五年升禮科都給事中，次年充会试同考官。南明弘光帝时，升太常寺少卿。